# Gdzie jesteś?
Gdzie jesteś? è il secondo singolo della cantante pop polacca Kasia Cerekwicka estratto dal suo album di debutto Mozaika.